# Champions Trophy vrouwen 2016
De 22ste editie van de Champions Trophy hockey werd gehouden van 18 tot en met 26 juni 2016 in Londen, Groot-Brittannië.
Nadat de drie voorgaande edities op twee verschillende manieren werden afgewerkt, greep de FIH terug op de toernooiopzet die tot 2010 de standaard was; een toernooi met zes landen waarbij elk land een keer tegen elk ander land speelt en de beste twee landen in de finale om de titel strijden.

## Geplaatste landen
Voor deelname plaatsen zich het gastland, de wereldkampioen, de winnaar van de World League, de olympisch kampioen en de winnaar van de Champions Challenge. De FIH wees de overige deelnemers aan.
- Argentinië (winnaar Hockey World League 2014-15)
- Australië (uitgenodigd door de FIH)
- Groot-Brittannië (gastland)
- Nederland (olympisch kampioen 2012 en wereldkampioen 2014)
- Nieuw-Zeeland (uitgenodigd door de FIH)
- Verenigde Staten (winnaar Champions Challenge 2014)

## Scheidsrechters
- Michelle Joubert
- Claire Adenot
- Frances Block
- Kelly Hudson
- Stephanie Judefind

- Carolina de la Fuente
- Elena Eskina
- Kylie Seymour
- Emi Yamada
- Annabelle Willox (video)

## Groepsfase
| Team             | GS | W | G | V | DV | DT | DS  | Ptn |
| ---------------- | -- | - | - | - | -- | -- | --- | --- |
| Nederland        | 5  | 5 | 0 | 0 | 16 | 4  | +12 | 15  |
| Argentinië       | 5  | 3 | 1 | 1 | 12 | 6  | +6  | 10  |
| Australië        | 5  | 2 | 1 | 2 | 11 | 8  | +3  | 7   |
| Verenigde Staten | 5  | 1 | 2 | 2 | 7  | 11 | -4  | 5   |
| Nieuw-Zeeland    | 5  | 1 | 1 | 3 | 7  | 14 | -7  | 5   |
| Groot-Brittannië | 5  | 0 | 1 | 4 | 3  | 11 | -8  | 1   |

| 18 juni 2016 12:00         |           |                          |                                                          |
| Verenigde Staten           | 2 - 2     | Australië                | Scheidsrechters: Claire Adenot (FRA) Frances Block (GBR) |
| Witmer 19' Van Sicklee 47' | (verslag) | Slattery 13' Stewart 33' | Scheidsrechters: Claire Adenot (FRA) Frances Block (GBR) |

| 18 juni 2016 14:00       |           |                              |                                                            |
| Argentinië               | 2 - 2     | Groot-Brittannië             | Scheidsrechters: Kelly Hudson (NZL) Michelle Joubert (RSA) |
| Granatto 7' Rebecchi 47' | (verslag) | H. Richardson-Walsh 31', 54' | Scheidsrechters: Kelly Hudson (NZL) Michelle Joubert (RSA) |

| 18 juni 2016 16:00                       |           |                            |                                                         |
| Nederland                                | 6 - 2     | Nieuw-Zeeland              | Scheidsrechters: Elena Eskina (RUS) Kylie Seymour (AUS) |
| Paumen 11', 24', 49', 58 Jonker 40', 55' | (verslag) | Harrison 29' Michelsen 36' | Scheidsrechters: Elena Eskina (RUS) Kylie Seymour (AUS) |

| 19 juni 2016 12:00 |           |                                     |                                                      |
| Verenigde Staten   | 1 - 4     | Argentinië                          | Scheidsrechters: Kelly Hudson (NZL) Emi Yamada (JPN) |
| Wold 24'           | (verslag) | Rebecchi 17', 22', 57' Granatto 25' | Scheidsrechters: Kelly Hudson (NZL) Emi Yamada (JPN) |

| 19 juni 2016 14:00    |           |                  |                                                                  |
| Nederland             | 2 - 0     | Groot-Brittannië | Scheidsrechters: Carolina de la Fuente (ARG) Claire Adenot (FRA) |
| Welten 17' Paumen 53' | (verslag) |                  | Scheidsrechters: Carolina de la Fuente (ARG) Claire Adenot (FRA) |

| 19 juni 2016 16:00             |           |               |                                                               |
| Australië                      | 3 - 1     | Nieuw-Zeeland | Scheidsrechters: Frances Block (GBR) Stephanie Judefind (USA) |
| Smith 3' Kenny 18' Stewart 40' | (verslag) | McLaren 3'    | Scheidsrechters: Frances Block (GBR) Stephanie Judefind (USA) |

| 21 juni 2016 14:30 |           |                              |                                                              |
| Australië          | 1 - 2     | Argentinië                   | Scheidsrechters: Stephanie Judefind (USA) Elena Eskina (RUS) |
| Slattery 56'       | (verslag) | Barrionuevo 41' Rebecchi 53' | Scheidsrechters: Stephanie Judefind (USA) Elena Eskina (RUS) |

| 21 juni 2016 18:00                                    |           |                  |                                                          |
| Nederland                                             | 4 - 1     | Verenigde Staten | Scheidsrechters: Emi Yamada (JPN) Michelle Joubert (RSA) |
| van Male 4' Dirkse van den Heuvel 10' Welten 28', 43' | (verslag) | Kolojejchik 24'  | Scheidsrechters: Emi Yamada (JPN) Michelle Joubert (RSA) |

| 21 juni 2016 20:00 |           |                  |                                                                  |
| Nieuw-Zeeland      | 1 - 0     | Groot-Brittannië | Scheidsrechters: Kylie Seymour (AUS) Carolina de la Fuente (ARG) |
| Michelsen 1'       | (verslag) |                  | Scheidsrechters: Kylie Seymour (AUS) Carolina de la Fuente (ARG) |

| 23 juni 2016 14:30                          |           |                     |                                                      |
| Argentinië                                  | 4 - 2     | Nieuw-Zeeland       | Scheidsrechters: Elena Eskina (RUS) Emi Yamada (JPN) |
| F. Habif 10' Rebecchi 23', 33' Granatto 47' | (verslag) | Cocks 37' Merry 56' | Scheidsrechters: Elena Eskina (RUS) Emi Yamada (JPN) |

| 23 juni 2016 18:00 |           |                            |                                                         |
| Australië          | 1 - 2     | Nederland                  | Scheidsrechters: Frances Block (GBR) Kelly Hudson (NZL) |
| Slattery 51'       | (verslag) | Van der Pols 6' Paumen 31' | Scheidsrechters: Frances Block (GBR) Kelly Hudson (NZL) |

| 23 juni 2016 20:00 |           |                      |                                                             |
| Groot-Brittannië   | 0 - 2     | Verenigde Staten     | Scheidsrechters: Claire Adenot (FRA) Michelle Joubert (RSA) |
|                    | (verslag) | Wold 39' Sharkey 41' | Scheidsrechters: Claire Adenot (FRA) Michelle Joubert (RSA) |

| 25 juni 2016 12:00 |           |                       |                                                                  |
| Argentinië         | 0 - 2     | Nederland             | Scheidsrechters: Árbitros: Claire Adenot (FRA) Emi Yamada (JPN). |
|                    | (verslag) | Welten 29' Jonker 58' | Scheidsrechters: Árbitros: Claire Adenot (FRA) Emi Yamada (JPN). |

| 25 juni 2016 14:00 |           |                  |                                                                            |
| Nieuw-Zeeland      | 1 - 1     | Verenigde Staten | Scheidsrechters: Árbitros: Carolina de la Fuente (ARG) Kylie Seymour (AUS) |
| Merry 36'          | (verslag) | Kolojejchik 10'  | Scheidsrechters: Árbitros: Carolina de la Fuente (ARG) Kylie Seymour (AUS) |

| 25 juni 2016 16:00 |           |                                           |                                                              |
| Groot-Brittannië   | 1 - 4     | Australië                                 | Scheidsrechters: Stephanie Judefind (USA) Elena Eskina (RUS) |
| Bray 16'           | (verslag) | Slattery 5' Parker 6' Smith 33' Kenny 38' | Scheidsrechters: Stephanie Judefind (USA) Elena Eskina (RUS) |

## Finales
Om de 5e/6e plaats
| 26 juni 2016 14:00             |           |                                 |                                                               |
| Nieuw-Zeeland                  | 3 - 4     | Groot-Brittannië                | Scheidsrechters: Stephanie Judefind (USA) Kylie Seymour (AUS) |
| McLaren 22' Merry 39' Smith 47 | (verslag) | Danson 10', 33', 52' Owsley 26' | Scheidsrechters: Stephanie Judefind (USA) Kylie Seymour (AUS) |

Om de 3e/4e plaats
| 26 juni 2016 16:15                                  |           |                                                        |                                                                  |
| Australië                                           | 2 - 2     | Verenigde Staten                                       | Scheidsrechters: Frances Block (GBR) Carolina de la Fuente (ARG) |
| Williams 15' Stewart 34'                            | (verslag) | Bam 42', 57'                                           | Scheidsrechters: Frances Block (GBR) Carolina de la Fuente (ARG) |
| Shoot-out                                           |           |                                                        | Scheidsrechters: Frances Block (GBR) Carolina de la Fuente (ARG) |
| Nanscawen 0 Blyth 0 Parker 0 Williams 0 Sablowski 0 | 0–1       | 1 Gonzalez 0 Falgowski 0 Dawson 0 Kolojejchik 0 Dawson | Scheidsrechters: Frances Block (GBR) Carolina de la Fuente (ARG) |

Finale
| 26 juni 2016 18:30 |           |                               |                                                            |
| Nederland          | 1 - 2     | Argentinië                    | Scheidsrechters: Kelly Hudson (NZL) Michelle Joubert (RSA) |
| De Goede 33'       | (verslag) | Cavallero 10' Barrionuevo 14' | Scheidsrechters: Kelly Hudson (NZL) Michelle Joubert (RSA) |

## Eindrangschikking
| rang   | land             |
| ------ | ---------------- |
| Goud   | Argentinië       |
| Zilver | Nederland        |
| Brons  | Verenigde Staten |
| 4      | Australië        |
| 5      | Groot-Brittannië |
| 6      | Nieuw-Zeeland    |

Mannen:
Lahore 1978 ·
Karachi 1980 ·
Karachi 1981 ·
Amstelveen 1982 ·
Karachi 1983 ·
Karachi 1984 ·
Perth 1985 ·
Karachi 1986 ·
Amstelveen 1987 ·
Lahore 1988 ·
Berlijn 1989 ·
Melbourne 1990 ·
Berlijn 1991 ·
Karachi 1992 ·
Kuala Lumpur 1993 ·
Lahore 1994 ·
Berlijn 1995 ·
Chennai 1996 ·
Adelaide 1997 ·
Lahore 1998 ·
Brisbane 1999 ·
Amstelveen 2000 ·
Rotterdam 2001 ·
Keulen 2002 ·
Amstelveen 2003 ·
Lahore 2004 ·
Chennai 2005 ·
Barcelona 2006 ·
Kuala Lumpur 2007 ·
Rotterdam 2008 ·
Melbourne 2009 ·
Mönchengladbach 2010 ·
Auckland 2011 ·
Melbourne 2012 ·
Bhubaneswar 2014 ·
Londen 2016 ·
Breda 2018
Vrouwen:
Amstelveen 1987 ·
Frankfurt 1989 ·
Berlijn 1991 ·
Amstelveen 1993 ·
Mar del Plata 1995 ·
Berlijn 1997 ·
Brisbane 1999 ·
Amstelveen 2000 ·
Amstelveen 2001 ·
Macau 2002 ·
Sydney 2003 ·
Rosario 2004 ·
Canberra 2005 ·
Amstelveen 2006 ·
Quilmes 2007 ·
Mönchengladbach 2008 ·
Melbourne 2009 ·
Nottingham 2010 ·
Amstelveen 2011 ·
Rosario 2012 ·
Mendoza 2014 ·
Londen 2016 ·
Changzhou 2018